# Contea di Yongfeng
La contea di Yongfeng (永丰县S, Yǒngfēng XiànP) è una contea della Cina, situata nella provincia di Jiangxi e amministrata dalla prefettura di Ji'an.